# Aure
Aure ist ein Ort und eine Kommune in der norwegischen Provinz (Fylke) Møre og Romsdal. Das Verwaltungszentrum der Kommune ist Aure.
Die Kommune dehnt sich von Nord bis Süd 35,3 Kilometer und in Ost bis West 58,7 Kilometer aus.
Die höchste Erhebung war der 821 Meter hohe Todalsfjellet der, durch die Zusammenlegung mit Tustna, vom 87 Meter höherem Innerbergsalen mit 908 Metern abgelöst wurde. Die größte Wasserfläche im Binnenland sind 3,9 Quadratkilometer Anteil am Rennsjøen. Größere Inseln von Aure sind Ertvågsøy mit 140 Quadratkilometern, Tustna (seit 2006) mit 89 Quadratkilometern, Skarsøya mit 52,3 Quadratkilometern sowie Grisvågøy.

Wappen von Aure bis 2006

Am 1. Januar 2006 hat sich die Grundfläche von Aure durch die Eingliederung der seit 1874 bestehenden Kommune Tustna von 503 auf 653 Quadratkilometer vergrößert. Die Bevölkerungsdichte beträgt inzwischen 5,2 Einwohner pro Quadratkilometer.
Benachbarte Kommunen sind Hitra, Heim, Tingvoll, Kristiansund und Smøla.
Nach einer Volksabstimmung am 15. September 2003 wurde am 24. Juni 2004 der Beschluss gefasst, die beiden Kommunen zusammenzulegen. Als neue Namen kamen Solskjel und Aure in Frage. Man entschied sich aus traditionellen Gründen für letzteren.
Seit November 2006 ist die 89 Quadratkilometer große Insel Tustna durch zwei Brücken, welche die FV680 erweitern und nun die Fähre ersetzten, mit Aure verbunden.